# Johan Carl Ludvig Cederfeld de Simonsen
Johan Carl Ludvig Cederfeld de Simonsen (6. januar 1782 – 25. januar 1853 i København) var en dansk borgmester, bror til Andreas Christian Cederfeld de Simonsen og far til Carl Cederfeld de Simonsen.
Han var søn af Lorentz Christian Ernst Cederfeld de Simonsen, blev frikorporal og 1801 fændrik i Slesvigske Infanteriregiment, 1802 student (privat dimitteret), 1803 sekondløjtnant, 1805 cand. jur., 1807 premierløjtnant i Prins Frederik Ferdinands Regiment lette Dragoner, fik 1810 ritmesters anciennitet, blev 1811 sekondritmester, 1816 virkelig kancelliråd og fik samme år afsked og blev udnævnt til borgmester og byfoged i Kalundborg. Fra 1824 var Cederfeld de Simonsen tillige by- og rådstueskriver og fik 1841 afsked som justitsråd.
Cederfeld de Simonsen blev gift 1. gang 21. januar 1817 i Holmens Kirke med Henriette Gutfeld (døbt 24. september 1795 i Hørsholm - 1877, gift 2. gang 1834 med overretsråd i Slesvig, senere etatsråd Bendix Friedrich Janssen, 1797-1840), datter af sognepræst Frederik Carl Gutfeld og Caroline Frederikke født Bigum) Ægteskabet blev opløst, og han ægtede 2. gang 11. november 1835 i Aversi Bertine Charlotte Kofoed (24. juli 1805 sammesteds - 4. december 1893 på Frederiksberg), datter af sognepræst, magister Hans Kofoed og Christine Sophie født Munk.
Der findes portrætmalerier af ham og hustruen af Mariane Stub.